# Windrush (Gloucestershire)
Pour les articles homonymes, voir Windrush.
Windrush est une paroisse civile et un village du Gloucestershire, en Angleterre.